# Jeannine (album)
Pour l’article ayant un titre homophone, voir Janine.
Albums de Lomepal
FLIP
(2017) Mauvais Ordre
(2022)
Singles
1. 1000°C
Sortie : 17 septembre 2018
2. Trop beau
Sortie : 1er février 2019

Jeannine est le deuxième album studio du rappeur français Lomepal, sorti le 7 décembre 2018 sur les labels Pineale Prod et Grand Musique Management.

## Historique
Deuxième album du rappeur 
Le 17 septembre 2018, Lomepal publie le single 1000°C en featuring avec Roméo Elvis. En octobre, il annonce que la date de sortie de son nouvel album est prévue pour le 7 décembre 2018.
Peu avant la sortie de l'album, Lomepal est invité sur scène par Orelsan pour dévoiler le single La vérité.
Le titre de l'album, Jeannine, est une référence à la grand-mère de l'artiste.
Le design graphique de l'album a été réalisé par Rægular.
Amina, la réédition de l'album, est sortie le 24 octobre 2019. Ce nouveau titre provient également de sa grand-mère, qui a décidé de changer de prénom au cours de sa vie, passant de Jeannine à Amina.

## Réception

### Commerciale
Une semaine après sa sortie, Jeannine s'est écoulé à plus de 39000 exemplaires, dont 13000 en ventes physiques. L'album est certifié en France disque de platine un mois après sa sortie.

### Critique
Jeannine est bien reçu par la presse. Laure Narlian de France Info se montre enthousiaste et avance que le « rappeur parisien va encore plus loin dans le dévoilement de son intimité et gomme davantage les frontières entre rap et chant ».

## Liste des pistes
| Jeannine | Jeannine                                  | Jeannine                            | Jeannine                                                            | Jeannine | Jeannine | Jeannine | Jeannine | Jeannine | Jeannine |
| No       | Titre                                     | Auteur                              | Producteur(s)                                                       | Durée    |          |          |          |          |          |
| -------- | ----------------------------------------- | ----------------------------------- | ------------------------------------------------------------------- | -------- | -------- | -------- | -------- | -------- | -------- |
| 1.       | Ne me ramène pas                          | Antoine Valentinelli                | - Pierrick Devin - Stwo                                             | 2:16     |          |          |          |          |          |
| 2.       | Mômes                                     | Valentinelli                        | - Pierrick Devin - Stwo                                             | 2:56     |          |          |          |          |          |
| 3.       | X-men (featuring JeanJass)                | - Valentinelli - Jassim Ramdani     | - VM The Don - Pierrick Devin                                       | 4:09     |          |          |          |          |          |
| 4.       | Plus de larmes                            | Valentinelli                        | - Pierrick Devin - Vladimir Cauchemar - VM The Don                  | 3:34     |          |          |          |          |          |
| 5.       | 1000°C (featuring Roméo Elvis)            | - Valentinelli - Roméo Van Laeken   | - Pierrick Devin - Superpoze - Vladimir Cauchemar - VM The Don      | 3:55     |          |          |          |          |          |
| 6.       | Le vrai moi                               | Valentinelli                        | - Lomepal - Pierrick Devin                                          | 3:21     |          |          |          |          |          |
| 7.       | Skit Roman                                | Valentinelli                        | - Pierrick Devin                                                    | 0:31     |          |          |          |          |          |
| 8.       | La vérité (featuring Orelsan)             | - Valentinelli - Aurélien Cotentin  | - Lomepal - Pierrick Devin - Superpoze - VM The Don                 | 3:48     |          |          |          |          |          |
| 9.       | Trop beau                                 | Valentinelli                        | - Lomepal - Pierrick Devin - Stwo - Vladimir Cauchemar - VM The Don | 4:04     |          |          |          |          |          |
| 10.      | Le lendemain de l'orage                   | Valentinelli                        | - Lomepal - Pierrick Devin - Stwo                                   | 2:43     |          |          |          |          |          |
| 11.      | Skit Mamaz                                | Valentinelli                        |                                                                     | 0:30     |          |          |          |          |          |
| 12.      | Beau la folie                             | Valentinelli                        | - Pierrick Devin - Mohave                                           | 3:10     |          |          |          |          |          |
| 13.      | Évidemment                                | Valentinelli                        | - Pierrick Devin - Superpoze - VM The Don                           | 3:18     |          |          |          |          |          |
| 14.      | Dave Grohl                                | Valentinelli                        | - Pierrick Devin - Stwo                                             | 3:34     |          |          |          |          |          |
| 15.      | Ma cousin                                 | Valentinelli                        | - Lomepal - Pierrick Devin - Stwo - VM The Don                      | 4:29     |          |          |          |          |          |
| 16.      | Cinq doigts (featuring Philippe Katerine) | - Valentinelli - Philippe Blanchard | - Pierrick Devin - VM The Don                                       | 3:58     |          |          |          |          |          |
| 17.      | Dans le livret                            | Valentinelli                        | - Lomepal - Pierrick Devin                                          | 2:03     |          |          |          |          |          |
| 52:19    |                                           |                                     |                                                                     |          |          |          |          |          |          |

| 1.  | Flash                                                |  |  | 2:52 |
| 2.  | Montfermeil (featuring Caballero)                    |  |  | 2:50 |
| 3.  | Regarde-moi                                          |  |  | 2:57 |
| 4.  | Plus de larmes (maquette mai 2018)                   |  |  | 4:19 |
| 5.  | 200                                                  |  |  | 3:00 |
| 6.  | Yusuf                                                |  |  | 3:39 |
| 7.  | Ma cousin (live acoustique)                          |  |  | 3:29 |
| 8.  | Trop beau (live acoustique)                          |  |  | 4:28 |
| 9.  | Évidemment (live acoustique)                         |  |  | 2:53 |
| 10. | 1000°C (live Zénith de Paris, featuring Roméo Elvis) |  |  | 6:41 |
| 11. | Trop beau (instrumentale)                            |  |  | 4:08 |

## Liste des titres certifiés en France[9]
- Ne me ramène pas  Diamant
- Mômes  Diamant
- X-men  Platine
- Plus de larmes  Diamant
- 1000°C  Diamant
- Le vrai moi   Platine
- La vérité  Platine
- Trop beau  Diamant
- Le lendemain de l'orage  Or
- Beau la folie  Diamant
- Évidemment  Diamant[10]
- Dave Grohl  Or
- Ma cousin  Or

## Classements
| Classement (2018-19)         | Meilleure position |
| ---------------------------- | ------------------ |
| Belgique (Flandre Ultratop)  | 69                 |
| Belgique (Wallonie Ultratop) | 2                  |
| France (SNEP Megafusion)     | 1                  |
| Suisse (Schweizer Hitparade) | 5                  |

## Certifications
| Région                                                                                                 | Certification | Ventes/Streams             |
| --- | ------------- | -------------------------- |
| Belgique (BEA)                                                                                         | Or            |                            |
| France (SNEP)                                                                                          | Diamant       | 500 000 équivalent ventes* |
| *Ventes selon la certification ^Mise en rayon selon la certification xNon précisé par la certification |               |                            |